# Dorian Awards 2020
L'11ª edizione dei Dorian Awards ha premiato le migliori produzioni cinematografiche e televisive del 2019. I vincitori sono stati annunciati l'8 gennaio 2020.
Le candidature sono state annunciate il 4 gennaio 2020.
In seguito sono elencate le categorie. Il relativo vincitore è stato indicato in grassetto.

## Cinema

### Film dell'anno
- Parasite (Gisaengchung), regia di Bong Joon-ho
- C'era una volta a... Hollywood (Once Upon a Time... in Hollywood), regia di Quentin Tarantino
- Piccole donne (Little Women), regia di Greta Gerwig
- Le ragazze di Wall Street - Business Is Business (Hustlers), regia di Lorene Scafaria
- Ritratto della giovane in fiamme (Portrait de la jeune fille en feu), regia di Céline Sciamma

### Film a tematica LGBTQ dell'anno
- Ritratto della giovane in fiamme (Portrait de la jeune fille en feu), regia di Céline Sciamma
- Dolor y gloria, regia di Pedro Almodóvar
- Fin de siglo, regia di Lucio Castro
- La rivincita delle sfigate (Booksmart), regia di Olivia Wilde
- Rocketman, regia di Dexter Fletcher

### Film "campy" dell'anno
- Cats, regia di Tom Hooper
- Cena con delitto - Knives Out (Knives Out), regia di Rian Johnson
- Greta, regia di Neil Jordan
- Ma, regia di Tate Taylor
- Serenity - L'isola dell'inganno (Serenity), regia di Steven Knight

### Film più sottovalutato dell'anno
- La rivincita delle sfigate (Booksmart), regia di Olivia Wilde
- Gloria Bell, regia di Sebastián Lelio
- Her Smell, regia di Alex Ross Perry
- The Last Black Man in San Francisco, regia di Joe Talbot
- Waves, regia di Trey Edward Shults

### Film straniero dell'anno
- Parasite (Gisaengchung), regia di Bong Joon-ho • Corea del Sud
- Atlantique, regia di Mati Diop • Senegal
- Dolor y gloria, regia di Pedro Almodóvar • Spagna
- The Farewell - Una bugia buona (The Farewell), regia di Paweł Pawlikowski • USA
- Ritratto della giovane in fiamme (Portrait de la jeune fille en feu), regia di Céline Sciamma • Francia

### Film documentario dell'anno
- Honeyland (Medena zemja), regia di Tamara Kotevska e Ljubomir Stefanov
- Apollo 11, regia di Todd Douglas Miller
- Alla mia piccola Sama (For Sama), regia di Waad al-Kateab ed Edward Watts
- Made in USA - Una fabbrica in Ohio (American Factory), regia di Steven Bognar e Julia Reichert
- One Child Nation, regia di Nanfu Wang e Jialing Zhang

### Film documentario LGBTQ dell'anno
- Scream, Queen! My Nightmare on Elm Street, regia di Roman Chimienti e Tyler Jensen
- 5B, regia di Dan Krauss e Paul Haggis
- Circus of Books, regia di Rachel Mason
- Gay Chorus Deep South, regia di David Charles Rodrigues
- The Gospel of Eureka, regia di Michael Palmieri e Donal Mosher

### Film dall'impatto visivo più forte dell'anno
- 1917, regia di Sam Mendes (ex aequo)
- Ritratto della giovane in fiamme (Portrait de la jeune fille en feu), regia di Céline Sciamma (ex aequo)
- The Lighthouse, regia di Robert Eggers
- Midsommar - Il villaggio dei dannati (Midsommar), regia di Ari Aster
- Parasite (Gisaengchung), regia di Bong Joon-ho

### Regista dell'anno
- Bong Joon-ho – Parasite (Gisaengchung)
- Pedro Almodóvar – Dolor y gloria
- Greta Gerwig – Piccole donne (Little Women)
- Sam Mendes – 1917
- Céline Sciamma – Ritratto della giovane in fiamme (Portrait de la jeune fille en feu)

### Attore dell'anno
- Antonio Banderas – Dolor y gloria
- Adam Driver – Storia di un matrimonio (Marriage Story)
- Taron Egerton – Rocketman
- Joaquin Phoenix – Joker
- Adam Sandler – Diamanti grezzi (Uncut Gems)

### Attrice dell'anno
- Renée Zellweger – Judy
- Awkwafina – The Farewell - Una bugia buona (The Farewell)
- Scarlett Johansson – Storia di un matrimonio (Marriage Story)
- Lupita Nyong'o – Noi (Us)
- Alfre Woodard – Clemency

### Attore non protagonista dell'anno
- Song Kang-ho – Parasite (Gisaengchung)
- Tom Hanks – Un amico straordinario (A Beautiful Day in the Neighborhood)
- Al Pacino – The Irishman
- Joe Pesci – The Irishman
- Brad Pitt – C'era una volta a... Hollywood (Once Upon a Time... in Hollywood)

### Attrice non protagonista dell'anno
- Jennifer Lopez – Le ragazze di Wall Street - Business Is Business (Hustlers)
- Laura Dern – Storia di un matrimonio (Marriage Story)
- Florence Pugh – Piccole donne (Little Women)
- Margot Robbie – Bombshell - La voce dello scandalo (Bombshell)
- Zhao Shuzhen – The Farewell - Una bugia buona (The Farewell)

### Sceneggiatura dell'anno
- Bong Joon-ho e Han Ji-won – Parasite (Gisaengchung)
- Noah Baumbach – Storia di un matrimonio (Marriage Story)
- Greta Gerwig – Piccole donne (Little Women)
- Rian Johnson – Cena con delitto - Knives Out (Knives Out)
- Céline Sciamma – Ritratto della giovane in fiamme (Portrait de la jeune fille en feu)

## Televisione

### Serie, miniserie o film tv drammatico dell'anno
- Pose
- Chernobyl
- Euphoria
- Succession
- Unbelievable

### Serie, miniserie o film tv commedia dell'anno
- Fleabag
- The Other Two
- PEN15
- Russian Doll
- Schitt's Creek

### Serie, miniserie, film tv o altra trasmissione a tematica LGBTQ dell'anno
- Pose
- Euphoria
- The Other Two
- Schitt's Creek
- Tales of the City

### Serie, miniserie, film tv o altra trasmissione "campy" dell'anno
- The Politician
- American Horror Story: 1984
- Big Little Lies - Piccole grandi bugie (Big Little Lies)
- Riverdale
- RuPaul's Drag Race

### Serie, miniserie, film tv o altra trasmissione più sottovalutata dell'anno
- The Other Two
- Gentleman Jack
- On Becoming a God in Central Florida
- PEN15
- Years and Years

### Programma di attualità dell'anno
- Leaving Neverland
- Full Frontal with Samantha Bee
- Last Week Tonight with John Oliver
- The Late Show with Stephen Colbert
- The Rachel Maddow Show

### Attore televisivo dell'anno
- Billy Porter – Pose
- Bill Hader – Barry
- Dan Levy – Schitt's Creek
- Jharrel Jerome – When They See Us
- Jeremy Strong – Succession

### Attrice televisiva dell'anno
- Phoebe Waller-Bridge – Fleabag
- Natasha Lyonne – Russian Doll
- Catherine O'Hara – Schitt's Creek
- MJ Rodriguez – Pose
- Michelle Williams – Fosse/Verdon

### Performance musicale televisiva dell'anno
- Bradley Cooper e Lady Gaga con Shallow – 91ª edizione dei Premi Oscar
- Lizzo con Truth Hurts – MTV Video Music Awards 2019
- Megan Mullally con The Man That Got Way – Will & Grace
- Annie Murphy con A Little Bit Alexis – Schitt's Creek
- Michelle Williams con Who's Got the Pain? – Fosse/Verdon

## Altri premi

### Stella emergente ("We're Wilde About You!" Rising Star Award)
- Florence Pugh
- Roman Griffin Davis
- Kaitlyn Dever
- Beanie Feldstein
- Hunter Schafer

### Spirito selvaggio dell'anno (Wilde Wit of the year Award)
- Phoebe Waller-Bridge
- Dan Levy
- Billy Porter
- Randy Rainbow
- Taika Waititi

### Artista del decennio (Wilde Artist of the decade Award)
- Lady Gaga
- Greta Gerwig
- Ryan Murphy
- Billy Porter
- Phoebe Waller-Bridge

### Timeless Award
- Catherine O'Hara